# Isotes praedita
Isotes praedita is een keversoort uit de familie bladkevers (Chrysomelidae). De wetenschappelijke naam van de soort werd in 1847 gepubliceerd door Wilhelm Ferdinand Erichson. Het dier komt voor in het Amazonegebied van Brazilië, Ecuador en Peru.